# Эгич, Милан
Милан «Томе» Эгич (серб. Милан «Томе» Егић; 15 июля 1911, Брезичани — 27 августа 1943, Котор-Варош) — югославский партизан, участник Народно-освободительной войны Югославии. Народный герой Югославии.

## Биография
Родился 15 июля 1911 в Брезничанах близ Приедора. До войны работал на заводе. На войну отправился спустя несколько месяцев после вторжения немцев в Югославию, в октябре месяце был принят в партию. Служил в 3-й роте 2-го Краинского партизанского отряда, где проявил себя как дисциплинированный и храбрый боец: в битве за Прлюговец в сентябре 1941 года он лично уничтожил бункер противника.
В ходе нападения на Приедор в мае 1942 года со своими отрядами разгромил авангард немецко-хорватских войск, захватив огромное количество вооружения и припасов. Был позднее переведён в 12-ю краинскую бригаду, которой руководил батальоном в ходе битвы за Козару сначала как заместитель политрука, а затем и как командир. В Центральной Боснии близ Руданца совершил подрыв поезда и помог партизанам захватить огромное количество вражеских трофеев.
Милан Эгич пал в бою 27 августа 1943 близ Котора-Варош, сражаясь с немецко-хорватскими войсками. Звание Народного героя присвоено посмертно 24 июля 1953.